# Kalsūbai
Kalsūbai är ett berg i Indien.   Det ligger i distriktet Nashik och delstaten Maharashtra, i den västra delen av landet, 1 100 km söder om huvudstaden New Delhi. Toppen på Kalsūbai är 1 646 meter över havet.
Terrängen runt Kalsūbai är huvudsakligen kuperad. Kalsūbai är den högsta punkten i trakten. Runt Kalsūbai är det ganska tätbefolkat, med 192 invånare per kvadratkilometer. Närmaste större samhälle är Ghoti Budrukh, 15,3 km nordväst om Kalsūbai. Omgivningarna runt Kalsūbai är en mosaik av jordbruksmark och naturlig växtlighet.